# C. M. Pennington-Richards
C. M. Pennington-Richards, né le 17 décembre 1911 à South Norwood et mort le 2 janvier 2005  à Bognor Regis au Royaume-Uni, est un réalisateur britannique.

## Filmographie
- 1953 : The Oracle (en)
- 1957 : Hour of Decision (en)
- 1961 : Dentist on the Job (en)
- 1962 : Requins de haute mer (Mystery Submarine)
- 1967 : Le Défi de Robin des Bois (A Challenge for Robin Hood)